# Suzanna
Suzanna (Brasil: Suzanna / Portugal: Susana) é um filme mudo norte-americano de 1923 em longa-metragem, do gênero comédia dramática, dirigido por F. Richard Jones. O filme foi produzido por Mack Sennett, que também adaptou o roteiro baseado na história de mesmo nome, escrito por Linton Wells.

## Elenco
- Mabel Normand ... Suzanna
- George Nichols ... Don Fernando
- Walter McGrail ... Ramón
- Evelyn Sherman ... Doña Isabella

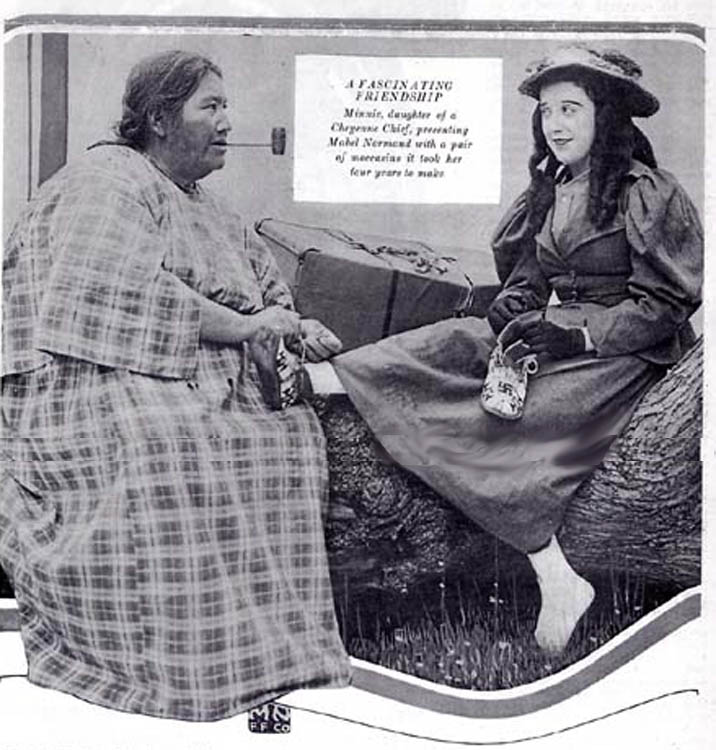
Minnie Devereaux e Mabel Normand

- Léon Bary ... Pancho (como Leon Bary)
- Eric Mayne ... Don Diego
- Winifred Bryson ... Dolores
- Carl Stockdale .... Ruiz
- Lon Poff ... Álvarez
- George Cooper ... Miguel
- Minnie Devereaux ... Ele mesmo
- Black Hawk ... Ele mesmo